# The Woman in White (film fra 1917)
The Woman in White er en amerikansk stumfilm fra 1917 af Ernest C. Warde.

## Medvirkende
- Florence La Badie som Ann Catherick / Laura Fairlie
- Richard Neill som Sir Percival Glyde
- Gertrude Dallas som Marian Holcombe
- Arthur Bauer som Fosco
- Wayne Arey som Walter Hartridge